# Paillencourt
 Paillencourt là một xã ở trong tỉnh Nord ở miền bắc nước Pháp. Xã này có diện tích 7,56 km², dân số năm 1999 là 950 người. Xã nằm ở khu vực có độ cao trung bình 40 mét trên mực nước biển.